# Vilalba dels Arcs
Vilalba dels Arcs è un comune spagnolo di 752 abitanti situato nella comunità autonoma della Catalogna.